# Янгол-охоронець (телесеріал, 2007)
«Янгол-охоронець» (рос. «Ангел-хранитель») — російсько-український телесеріал. Спільний проект кіностудій «Київтелефільм» і «Star Media». Зйомки проходили в Києві, Алушті, Сімферополі та Москві. Прем'єра серіалу відбулася у січні 2007 року на каналах «Росія» (Росія) і «1+1» (Україна).

## В ролях
- Борис Романов — Анатолій Крижевський, власник старовинного особняка, колекціонер картин и антикваріату.
- Владислав Демченко — Григорий Крижевский, син А. Крижевського
- Петро Недич — Мітя Крижевський, син Г. Крижевського
- Дарія Повереннова — Олена Михайлівна Крижевська, дружина Григорія
- Анатолій Руденко — боксер Іван Круглов, коханий О. Крижевської
- Раїса Рязанова — Галина Василівна, управителька дому Крижевських
- Михайло Горевий — адвокат Іннокентій Іволгин.
- Лев Дуров — Антон Захарович Іволгин, конкурент А. В. Крижевського; дядько І. Іволгина. Появляется примерно в середине сериала.
- Олексій Агоп'ян — Борис Варданян, колишній власник ресторану «Акула» — «Золота рибка»
- Михайло Богдасаров — Давид, шеф-кухар ресторану «Акула»
- Жанна Еппле — Єлизавета Свиридова, керуюча рестораном
- Валерій Афанасєв — майор міліції Федор Каменєв.
- Олексій Панін — Сергій Каменєв на прізвисько Граніт, власник спортивного клубу, голова місцевої мафії; старший син майора Каменєва
- Сергій Стрельников — Микола Каменєв, сержант міліції, молодший син майора Каменєва
- Інна Мірошниченко — Катерина Каменєва, дружина Ф. Каменєва.
- Павло Ремезов — Петро Кочубей, тренер Граніта и Круглова
- Марина Голуб — Евеліна Львівна, господиня готелю.
- Володимир Горянський — Степан Юрійович, чоловік Евеліни Львівни
- Олександр Гетьманський — Василь Петрович Сапронов, районний прокурор
- Дмитро Суржиков — Аркадій Петрович Полосов, майор міліції.
- Алла Сергійко — Іраїда Козлова, головний лікар психіатричної лікарні, позашлюбна дочка А. З. Іволгін
- Валерій Боровинських — Генріх де Телавера, багатий іноземець; майбутній чоловік О. Крижевської
- Ірма Вітовська — Любов Бочарова, знахарка
- Гліб Мацибора — Ілля, друг Міті Крижевського; син Л. Бочарової
- Валентина Хамайко — Маша, аспірантка МДУ
- Анастасія Щюрова — Віра Беляницька, кохана Миколи Каменєва; племінниця Евеліни Львівни
- Вікторія Герасимова — Ірина Круглова, дружина Івана
- Максим Дрозд — Віталій Радов, голова спортивного комітету; коханець І. Круглової
- Віктор Вержбицький — Геннадій Мещеряков, московський колекціонер картин и антикваріату; організатор боїв без правил, один найбільших московських кримінальних «авторитетів»
- Володимир Долінський — Семен Сікорський, мистецтвознавець, який працює на Мещерякова
- Михайло Жонін — Юрко, прислужник Граніта
- Андрій Капустін — Тоха, спільник Юрка
- Олексій Петрожицький — Гоша, молодший брат Тохи
- Лілія Ребрик — Зоя, повія
- Євген Єфремов — хуліган